# イリーナ・プリワロワ
イリーナ・プリワロワ（Irina Anatoljewna Privalova、ロシア語: Ирина Анатольевна Привалова、1968年11月22日 - ）は、ロシアの陸上競技選手である。2000年シドニーオリンピック女子400mハードルの金メダリスト。また、室内の50m(5秒96)、60m(6秒92)の世界記録保持者でもある。

## 経歴・人物
彼女は、最初は主に100mや200mの選手であり、1992年バルセロナオリンピックには100mと200mに出場し、100mでは銅メダルを獲得している。彼女は、1990年代にはオリンピックや世界陸上選手権などの大きな大会で優勝することはできなかったが、常に上位の成績をおさめていたため、他の選手から強豪選手として恐れられていた。
しかし、2000年に31歳になった彼女は、突如400mハードルに転向、シドニーオリンピックで見事金メダルを獲得することに成功した。種目転向の理由としては、100m、200mではアメリカのマリオン・ジョーンズがおり、400mでは、フランスのマリー・ジョゼ・ペレクやオーストラリアのキャシー・フリーマンがいたため、彼女らに勝てないと感じ400mハードルに賭けたのだともいわれている。
彼女は2008年現在も現役であり、40歳間近となった2008年7月には、100mで11秒32の好タイムをマークしている。

## 主な実績
| 年   | 大会                     | 場所                         | 種目         | 結果 | 記録    |
| ---- | ------------------------ | ---------------------------- | ------------ | ---- | ------- |
| 1991 | 世界室内陸上選手権       | セビリア（スペイン）         | 60m          | 1位  | 7.02    |
| 1991 | 世界室内陸上選手権       | セビリア（スペイン）         | 200m         | 2位  | 22.41   |
| 1991 | 世界陸上選手権           | 東京（日本）                 | 4×100mリレー | 2位  | 42.20   |
| 1992 | オリンピック             | バルセロナ（スペイン）       | 100m         | 3位  | 10.84   |
| 1992 | オリンピック             | バルセロナ（スペイン）       | 4×100mリレー | 2位  | 42.16   |
| 1992 | IAAFグランプリファイナル | トリノ（イタリア）           | 200m         | 2位  | 22.06   |
| 1993 | 世界室内陸上選手権       | トロント（カナダ）           | 60m          | 2位  | 6.97    |
| 1993 | 世界室内陸上選手権       | トロント（カナダ）           | 200m         | 1位  | 22.15   |
| 1993 | 世界陸上選手権           | シュトゥットガルト（ドイツ） | 200m         | 3位  | 22.13   |
| 1993 | 世界陸上選手権           | シュトゥットガルト（ドイツ） | 4×100mリレー | 1位  | 41.49   |
| 1993 | 世界陸上選手権           | シュトゥットガルト（ドイツ） | 4×400mリレー | 2位  | 3:18.38 |
| 1993 | IAAFグランプリファイナル | ロンドン（イギリス）         | 100m         | 2位  | 11.09   |
| 1994 | ヨーロッパ陸上選手権     | ヘルシンキ（フィンランド）   | 100m         | 1位  | 11.02   |
| 1994 | ヨーロッパ陸上選手権     | ヘルシンキ（フィンランド）   | 200m         | 1位  | 22.32   |
| 1994 | ヨーロッパ陸上選手権     | ヘルシンキ（フィンランド）   | 4×100mリレー | 2位  | 42.96   |
| 1994 | IAAFグランプリファイナル | パリ（フランス）             | 100m         | 3位  | 11.02   |
| 1994 | IAAF陸上ワールドカップ   | ロンドン（イギリス）         | 100m         | 1位  | 11.32   |
| 1994 | IAAF陸上ワールドカップ   | ロンドン（イギリス）         | 200m         | 2位  | 22.51   |
| 1994 | IAAF陸上ワールドカップ   | ロンドン（イギリス）         | 400m         | 1位  | 50.62   |
| 1995 | 世界室内陸上選手権       | バルセロナ（スペイン）       | 400m         | 1位  | 50.23   |
| 1995 | 世界陸上選手権           | イェーテボリ（スウェーデン） | 100m         | 3位  | 10.96   |
| 1995 | 世界陸上選手権           | イェーテボリ（スウェーデン） | 200m         | 2位  | 22.12   |
| 1998 | ヨーロッパ陸上選手権     | ブダペスト（ハンガリー）     | 100m         | 2位  | 10.83   |
| 1998 | ヨーロッパ陸上選手権     | ブダペスト（ハンガリー）     | 200m         | 2位  | 22.62   |
| 1998 | ヨーロッパ陸上選手権     | ブダペスト（ハンガリー）     | 4×100mリレー | 3位  | 42.73   |
| 2000 | オリンピック             | シドニー（オーストラリア）   | 400mハードル | 1位  | 53.02   |
| 2000 | オリンピック             | シドニー（オーストラリア）   | 4×400mリレー | 3位  | 3:23.46 |

## 自己ベスト
- 100m 10秒77 (1994年7月6日)
- 200m 21秒87 (1995年7月25日)
- 400m 49秒89 (1993年7月30日)
- 400mハードル 53秒02 (2000年9月27日)